# Каляа-ес-Сагіра
Каляа-ес-Сагіра (араб. القلعة الصغرى) — місто в Тунісі. Входить до складу вілаєту Сус. Знаходиться за 6 км від міста Сус. Станом на 2004 рік тут проживало 25 078 осіб.

## Видатні уродженці
- Мохамед Хеді Ель-Амрі — туніський письменник та історик.